# Ich fühl mich Disco
Ich fühl mich Disco ist ein deutscher Kinofilm des Regisseurs Axel Ranisch aus dem Jahr 2013.

## Handlung
Das Verhältnis von Florian Herbst und seinem Vater Hanno ist nicht gut. Der Junge entspricht nicht den Erwartungen seines Vaters, umgekehrt findet Florian keinen rechten Kontakt zu diesem. Mit seiner Mutter kann er durch die Wohnung tanzen und seinem Idol, einem Schlagersänger, nacheifern. Die Mutter hält die fragile Familienharmonie mit zärtlicher Dominanz in Schach und beschützt ihre beiden Männer voreinander. Jedoch erleidet sie einen Schlaganfall und befindet sich dann in einem Koma, aus dem sie wahrscheinlich nicht mehr aufwachen wird. Es beginnt ein mühsamer Prozess für Vater und Sohn, mit dieser Situation und miteinander zurechtzukommen. Florian fühlt sich zu Jungen hingezogen – ein weiteres Problem für den Vater. In tagtraumartigen Sequenzen erscheint der verehrte Schlagersänger sowohl Florian als auch seinem Vater und hilft dabei, einen Weg zu finden. Im Laufe des Films nähern sich die beiden einander an. Hanno lernt seinen Sohn besser zu verstehen und akzeptiert ihn. Er gibt sich Mühe, erleidet aber regelmäßig Fehlschläge. Florian erlebt die Schwierigkeiten der Pubertät. Die Freundschaft mit dem Jungen, in den er sich verliebt hat, Radu, hält glückliche Momente und erfülltes Zusammensein für ihn bereit, gestaltet sich aber auch schwierig. Radu hadert mit seiner Homosexualität bzw. ist sich nicht klar darüber, wie er empfindet. Die weitere Geschichte der Hauptfiguren bleibt offen. In einer der letzten Szenen des Films stellen die Ärzte im Einverständnis mit der Familie die lebenserhaltenden Geräte der Mutter bzw. Ehefrau ab. Die Schlussszene zeigt Vater und Sohn ausgelassen bei einem Konzert des Schlagersängers.

## Entstehung und Veröffentlichung
Der Regisseur Axel Ranisch äußerte sich zum Hintergrund des Films: „›Mach einen Film darüber, womit du dich auskennst.‹ So hat es mein Professor Rosa von Praunheim immer zu uns Studenten gesagt. So ein Film ist ‚Ich fühl mich Disco‘ geworden. Voll von Erinnerungen. Voll von Szenen und Gefühlen, mit denen ich mich hervorragend auskenne: Ein Jugendlicher, der mitten in der Selbstfindung steckt, mit seinem Vater aneckt, seine Sexualität entdeckt und gerade gefunden wieder versteckt. Ein Junge, der einen lieben Menschen verliert, sich oft genug einsam fühlt und in den falschen verliebt… …im Laufe der vier Jahre, die ich an dieser Geschichte gearbeitet habe, [haben sich aber] die Charaktere emanzipiert. Schließlich haben meine beiden Hauptdarsteller Heiko Pinkowski und Frithjof Gawenda dieses Vater-Sohn-Gespann mit ganz eigenem Leben, mit Humor, Fantasie und Charme gefüllt.“
Der Film feierte am 30. Juni 2013 beim Filmfest München Premiere und startete am 31. Oktober 2013 im Kino.

## Kritiken
„Vielleicht ist das die größte Kunst des Filmes: Menschliche Tragödien mit trashigen Szenen zu einer wirren, traurigen und komischen Geschichte zu verarbeiten, deren ironische Brechungen nichts daran ändern, dass sich die Figuren ehrlich lieben.“

„Und so bewegt sich ‚Ich fühl mich Disco‘ souverän im Spannungsfeld von Komödie und Tragödie, von Adoleszenz-Drama und Schlagerfilm sowie Surrealismus, Irrsinn und praktischer Vernunft. Mit dem Effekt, dass man das Kino exakt so verlässt, wie der Filmtitel es verspricht.“

„Axel Ranischs Film ‚Ich fühl mich Disco‘ erzählt eine klassische Geschichte vom Erwachsenwerden mit viel Witz und Gespür für das Außergewöhnliche im Alltäglichen. Besonders gut gelingen die improvisierten Dialoge, das Ensemble spielt authentisch und vermittelt ein zuweilen dokumentarisch anmutendes Familienbild.“

## Auszeichnungen
- 2013: Nominierung für den Förderpreis Deutscher Film beim Filmfest München
- 2013: Filmkunstpreis Sachsen-Anhalt – Nachwuchs für Frithjof Gawenda
- 2013: Publikumspreis auf dem Festival Unabhängiges FilmFest Osnabrück
- 2013: MFG-Star Baden-Baden für Regisseur Axel Ranisch
- 2013: Publikumspreis der Exground Youth Days, Wiesbaden
- 2013: Das Mainzer Rad – Publikumspreis für den besten Spielfilm beim Filmz – Festival des deutschen Kinos
- 2013: Preis der Baskischen Schauspieler-Vereinigung für Frithjof Gawenda und Heiko Pinkowski beim Bilbao International Gay and Lesbian Film Festival ZINEGOAK (Spanien)
- 2014: „Best Narrative Feature Film“, „Best Feature Film Screenplay“ & „Best Actor“ (Frithjof Gawenda) beim 13th LA Indie Film Festival Los Angeles
- 2014: „Queer Award“ beim 29. Torino Gay & Lesbian Film Festival